# Bataille de Kaiga Kindji
Insurrection de Boko Haram
Batailles
La bataille de Kaiga Kindji a lieu le 10 octobre 2018 pendant l'insurrection de Boko Haram.

## Déroulement
Le 10 octobre 2018, à l'aube, les djihadistes de l'État islamique en Afrique de l'Ouest attaquent une position tenue par l'armée tchadienne dans le village de Kaiga Kindji, sur le lac Tchad,,. Les assaillants traversent une petite clairière bordant un bras du lac, puis lancent l'assaut. Mais après plusieurs heures de combats, les soldats tchadiens repoussent l'attaque,.

## Les pertes
Selon le colonel Azem, porte-parole de l'armée tchadienne, le bilan des combats est de huit morts et onze blessés parmi les soldats tchadiens, contre 48 tués chez les djihadistes,.